# 荒川真郷

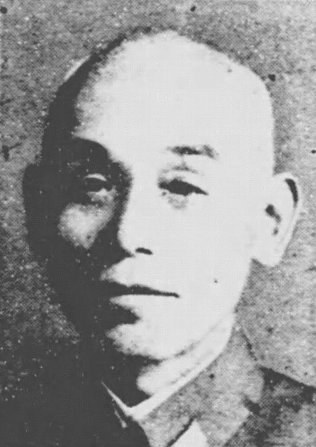
荒川真郷

荒川 真郷（あらかわ まさと、1881年（明治14年）7月25日 - 1951年（昭和26年）10月26日）は、日本の陸軍軍人、政治家。衆議院議員、陸軍少将。

## 経歴
熊本市出身。1903年（明治36年）11月、陸軍士官学校（15期）を卒業。1903年（明治37年）2月12日、歩兵少尉に任官。その後、日露戦争・済南事件に従軍した。1928年（昭和3年）8月10日、歩兵大佐に昇進し富山連隊区司令官に就任。1931年（昭和6年）8月1日、歩兵第21連隊長に転じた。1933年（昭和8年）8月1日、陸軍少将に進級し待命となり、同年8月30日、予備役に編入された。
その後、熊本県選挙粛正地方委員、九州司法保護事業聯盟評議員、熊本県社会教育協会副会長、帝国在郷軍人会熊本市聯合分会長などを務めた。
1942年（昭和17年）、第21回衆議院議員総選挙に出馬し、翼賛政治体制協議会の推薦を受け、当選を果たした。1946年（昭和21年）、推薦議員のため公職追放となった。

## 栄典
- 1904年（明治37年）5月17日 - 正八位[6]
- 1905年（明治38年）8月18日 - 従七位[7]
- 1910年（明治43年）9月30日 - 正七位[8]
- 1915年（大正4年）10月30日 - 従六位[9]
- 1920年（大正9年）11月30日 - 正六位[10]
- 1931年（昭和6年）2月2日 - 正五位[11]